# Victor J. Stenger
Victor John Stenger (Bayonne, 29 de enero de 1935 - Hawái, 27 de agosto de 2014) fue un físico de partículas, ateo militante, autor de obras de filosofía y escéptico religioso popular estadounidense.
Hasta junio de 2010 había publicado nueve libros de divulgación sobre física, mecánica cuántica, cosmología, filosofía, religión, ateísmo y seudociencias, el último de los cuales es The New Atheism: Taking a Stand for Science and Reason, publicado en septiembre de 2009 y preparando en ese momento el ensayo The Fallacy of Fine-Tuning: How the Universe is Not Designed for Humanity.
Fue presidente del departamento de Físicas de la Universidad de Hawái hasta su jubilación en el año 2000. Falleció en agosto del año 2014 debido a un aneurisma.

## Filósofo y escéptico
Stenger fue conocido por abogar por el naturalismo filosófico, escepticismo religioso y ateísmo. Fue un crítico prominente de la teoría del diseño inteligente y el uso agresivo del principio antrópico. Mantuvo que la consciencia y el libre albedrío, asumiendo que existen, pueden explicarse de una manera científica sin misticismos ni referencias sobrenaturales.
Criticó repetidamente a aquellos que invocan las interpretaciones de la mecánica cuántica para apoyar fenómenos paranormales y misticismos y escribió artículos y libros animando a desbancar la seudociencia contemporánea.
Participó en diversos coloquios incluyendo la conferencia de 2008 de la Sociedad de Escépticos (Skeptics Society) en el California Institute of Technology junto a Nancey Murphy  y Leonard Susskind.
En 1992, Uri Geller demandó a Stenger  reclamándole 4 millones de dólares por cuestionar sus poderes físicos. El juicio fue desestimado y Uri Geller tuvo que pagar los costes del mismo

## Asociaciones en las que participó
- Presidente entre 1990–94 de los Humanistas de Hawái;
- Miembro de la American Physical Society;
- Miembro del consejo de editorial de Free Inquiry;
- Miembro de la Society of Humanist Philosophers;
- Miembro de la Committee for Skeptical Inquiry;
- Miembro de la Center for Inquiry;
- Presidente entre 2002–06 de la asociación de Ciudadanos de Colorado a favor de la Ciencia Colorado Citizens for Science.

## Libros publicados
- 1988. Not by Design: The Origin of the Universe. ISBN 0-87975-451-6
- 1990. Physics and Psychics: The Search for a World Beyond the Senses. ISBN 0-87975-575-X.
- 1995. The Unconscious Quantum: Metaphysics in Modern Physics and Cosmology. ISBN 1-57392-022-3.
- 2000. Timeless Reality: Symmetry, Simplicity, and Multiple Universes. ISBN 1-57392-859-3.
- 2003. Has Science Found God? The Latest Results in the Search for Purpose in the Universe. ISBN 1-59102-018-2.
- 2006. The Comprehensible Cosmos: Where Do The Laws Of Physics Come From?. ISBN 1-59102-424-2.
- 2007. God: The Failed Hypothesis: How Science Shows that God Does Not Exist. ISBN 1-59102-481-1. New York Times bestseller.
- 2009. Quantum Gods: Creation, Chaos and the Search for Cosmic Consciousness. ISBN 1-59102-713-6.
- 2009. The New Atheism: Taking a Stand for Science and Reason. ISBN 1-59102-751-9.